# Pont-en-Royans
Pour les articles homonymes, voir Pont (toponyme).
Pont-en-Royans [pɔ̃.t‿ɑ̃ ʁwajɑ̃] est une commune française située dans le département de l'Isère, en région Auvergne-Rhône-Alpes.
La commune située dans la micro-région du Royans, en limite du département de la Drôme, a adhéré à la communauté de communes de Saint-Marcellin Vercors Isère Communauté.
Les habitants se dénomment les Pontois.

## Géographie

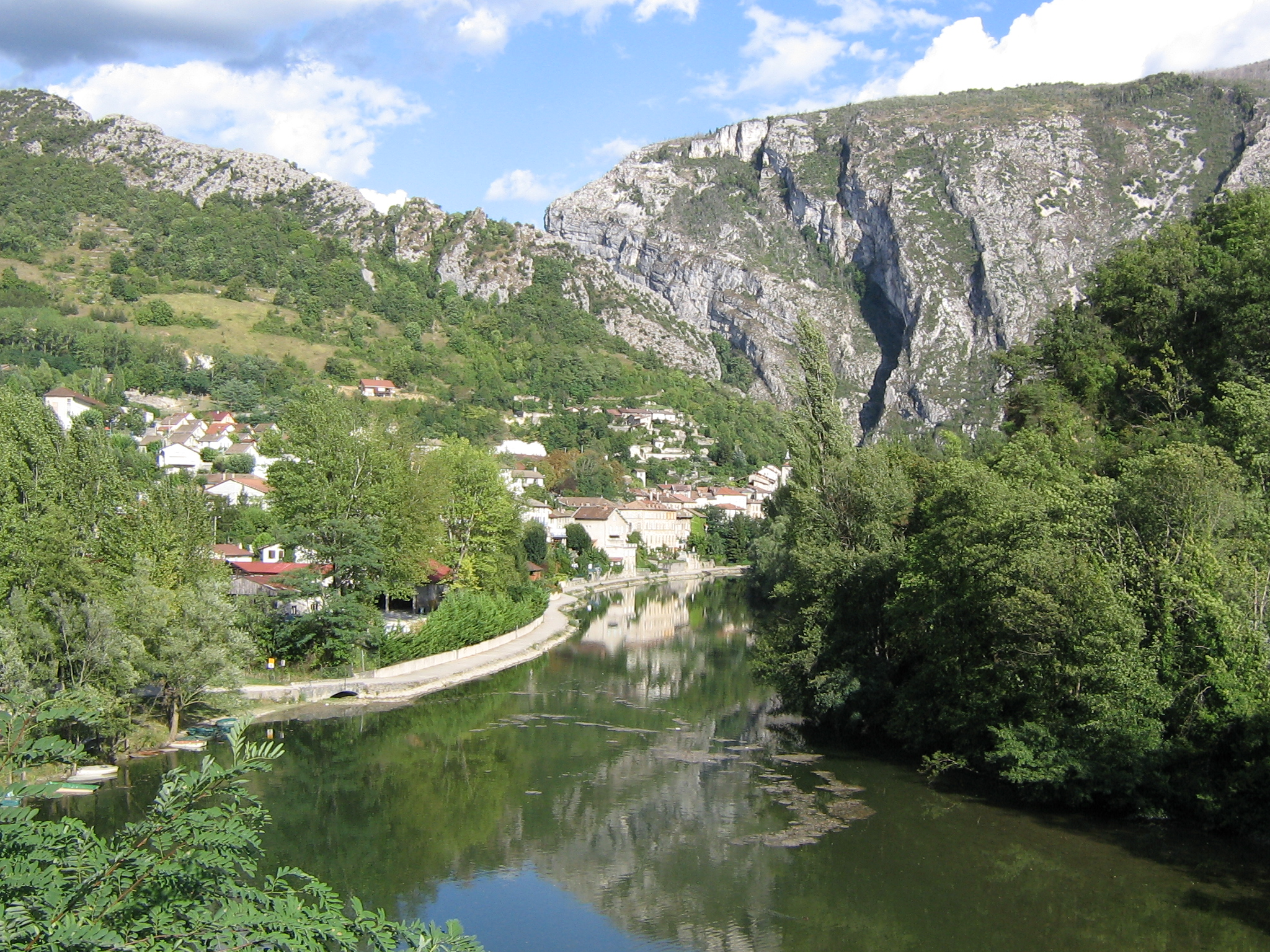
Vue générale de Pont-en-Royans.

### Situation et description
La commune se situe dans le Royans, dans la partie occidentale du Massif du Vercors). Celle-ci est l'une des sept régions naturelles du Parc naturel régional du Vercors.
Le point culminant de Pont-en-Royans est le Mont-Baret qui culmine à 786 m d'altitude. Le village se positionne également au confluent de la Bourne et de la Vernaison

### Sites géologiques remarquables
Dans les environs immédiats de la commune, la « reculée des Grands Goulets » est un site géologique remarquable de 1 645,95 hectares, parcouru par la Vernaison, qui se trouve sur les communes de Châtelus (au lieu-dit Grands Goulets), La Chapelle-en-Vercors, Échevis, Sainte-Eulalie-en-Royans, Saint-Julien-en-Vercors, Saint-Laurent-en-Royans, Saint-Martin-en-Vercors et Pont-en-Royans. En 2014, elle est classée à l'« Inventaire du patrimoine géologique ».

### Communes limitrophes
|                     | Saint-André-en-Royans            | Choranche       |
| Auberives-en-Royans | Pont-en-Royans                   | Châtelus        |
|                     | Sainte-Eulalie-en-Royans (Drôme) | Échevis (Drôme) |

### Hydrographie
Le village se positionne au confluent de deux rivières s'écoulant depuis le Massif du Vercors, la Bourne, d'une longueur de 43,1 km et de la Vernaison, d'une longueur de 31,8 km.

### Climat
Pour des articles plus généraux, voir Climat d'Auvergne-Rhône-Alpes et Climat de l'Isère.
En 2010, le climat de la commune est de type climat océanique altéré, selon une étude du Centre national de la recherche scientifique s'appuyant sur une série de données couvrant la période 1971-2000. En 2020, Météo-France publie une typologie des climats de la France métropolitaine dans laquelle la commune est exposée à un climat de montagne ou de marges de montagne et est dans la région climatique  Alpes du nord, caractérisée par une pluviométrie annuelle de 1 200 à 1 500 mm, irrégulièrement répartie en été. 
Pour la période 1971-2000, la température annuelle moyenne est de 12,2 °C, avec une amplitude thermique annuelle de 17,8 °C. Le cumul annuel moyen de précipitations est de 1 076 mm, avec 9 jours de précipitations en janvier et 6,1 jours en juillet. Pour la période 1991-2020, la température moyenne annuelle observée sur la station météorologique de Météo-France la plus proche, « Saint-Jean-en-Royans », sur la commune de Saint-Jean-en-Royans à 6 km à vol d'oiseau, est de 12,3 °C et le cumul annuel moyen de précipitations est de 1 136,1 mm,. Pour l'avenir, les paramètres climatiques de la commune estimés pour 2050 selon différents scénarios d'émission de gaz à effet de serre sont consultables sur un site dédié publié par Météo-France en novembre 2022.

### Transports publics
Pont-en-Royans est desservi par deux lignes d'autocar du réseau de transport de l'Isère :
- T61 : Pont-en-Royans - Saint-Marcellin;
- T60 : Pont-en-Royans - Grenoble.

La commune est également desservie par une ligne d'autocar de la Régie Voyages de la Drôme
- 05 : Pont-en-Royans - Romans-sur-Isère.

### Voies de communication
Le territoire communal est traversé par la route départementale 518 (RD518), ancienne route nationale 518, déclassée en 1972, qui par jonction avec la route route départementale 531, ancienne route nationale 531 en provenance de Villard-de-Lans ne forme qu'une seule route sur le territoire de la commune.
La RD531, se sépare ensuite de la RD518 à la sortie ouest du territoire en direction de Saint-Nazaire-en-Royans et de Saint-Romans.
L'autoroute la plus proche est l'A49. Pour se rendre à Pont-en-Royans, il faut emprunter la sortie no 8 ou la sortie no 9
- 8 La Baume d'Hostun : Saint-Nazaire-en-Royans, La Baume-d'Hostun, Villard-de-Lans
- 9 Saint-Marcellin : Saint-Marcellin, Pont-en-Royans

## Urbanisme

### Typologie
Au 1er janvier 2024, Pont-en-Royans est catégorisée bourg rural, selon la nouvelle grille communale de densité à sept niveaux définie par l'Insee en 2022.
Elle est située hors unité urbaine et hors attraction des villes,.

### Occupation des sols
L'occupation des sols de la commune, telle qu'elle ressort de la base de données européenne d’occupation biophysique des sols Corine Land Cover (CLC), est marquée par l'importance des forêts et milieux semi-naturels (58 % en 2018), une proportion sensiblement équivalente à celle de 1990 (57,4 %). La répartition détaillée en 2018 est la suivante : 
milieux à végétation arbustive et/ou herbacée (33,4 %), forêts (24,6 %), prairies (17,2 %), zones urbanisées (11,8 %), zones agricoles hétérogènes (10,7 %), terres arables (2,3 %). L'évolution de l’occupation des sols de la commune et de ses infrastructures peut être observée sur les différentes représentations cartographiques du territoire : la carte de Cassini (XVIIIe siècle), la carte d'état-major (1820-1866) et les cartes ou photos aériennes de l'IGN pour la période actuelle (1950 à aujourd'hui).

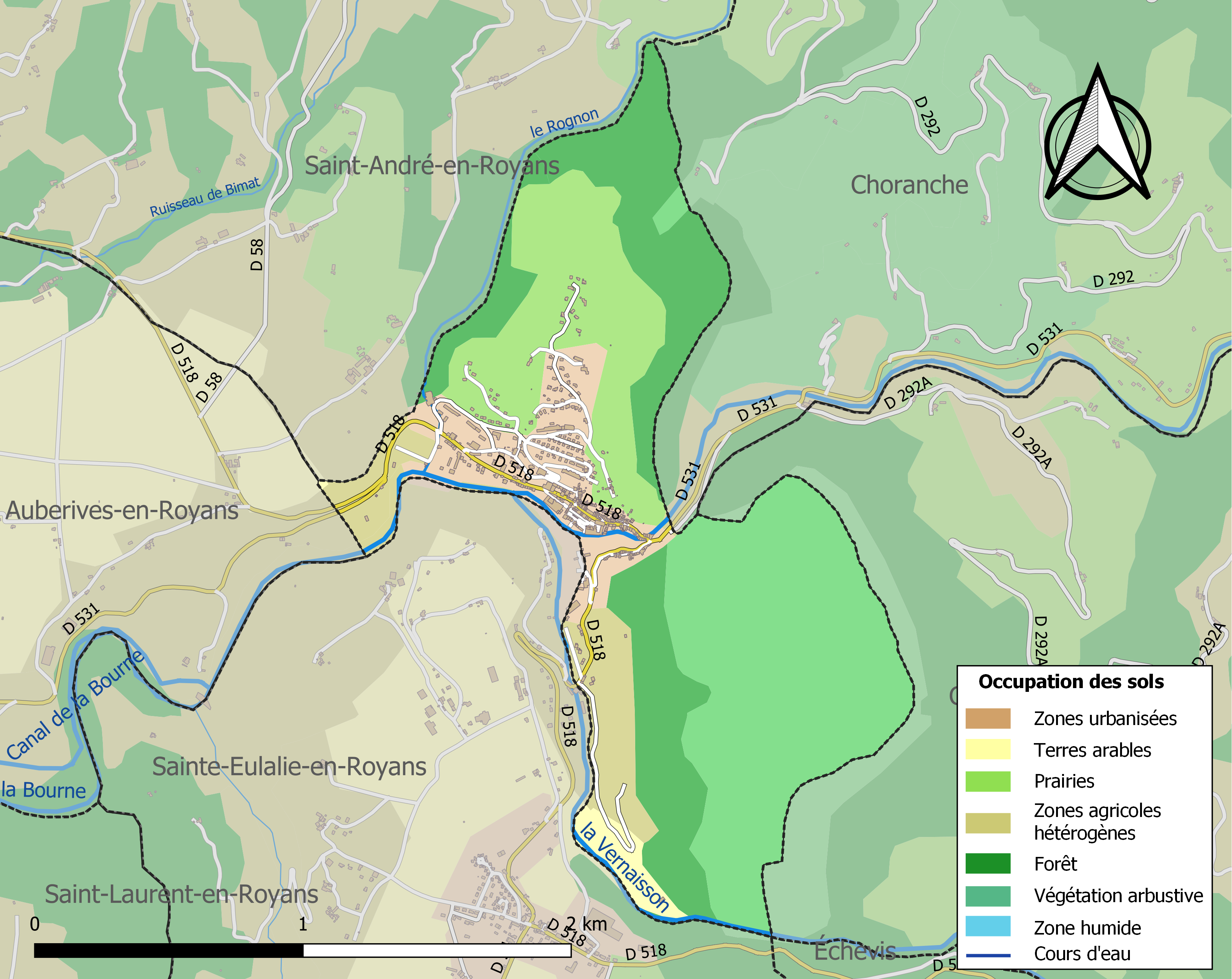
Carte des infrastructures et de l'occupation des sols de la commune en 2018 (CLC).

### Hameaux, Hameaux, lieux-dits et écarts de la commune
Voici, ci-dessous, la liste la plus complète possible des divers hameaux, quartiers et lieux-dits résidentiels urbains comme ruraux, ainsi que les écarts qui composent le territoire de la commune de Pont-en-Royans, présentés selon les références toponymiques fournies par le site géoportail de l'Institut géographique national :
| - le Trapon - Courtevoux - le Sert - le Château | - Villeneuve - le Merle - Pont Picard - Priolées |

### Risques naturels et technologiques

#### Risques sismiques
La totalité du territoire de la commune de Pont-en Royans-est située en zone de sismicité n°4 (sur une échelle de 1 à 5), comme l'ensemble des communes iséroises du massif du Vercors et de la région naturelle du Royans.
| Type de zone | Niveau            | Définitions (bâtiment à risque normal) |
| ------------ | ----------------- | -------------------------------------- |
| Zone 4       | Sismicité moyenne | accélération = 1,6 m/s2                |

#### Autres risques
Le portail gouvernemental dédié aux risques naturels et technologiques évoque également pour la commune de Pont-en-Royans des risques d'inondation (liés au passage de la Bourne), de remontée de nappe phréatique, et de glissement de terrain. La commune de Pont-en-Royans a connu trois grandes inondations en 1982, 1996 et 2005, ainsi qu'un mouvement de terrain classé catastrophe naturelle en 2018.
Concernant les risques technologiques, le portail Géorisques renseigne un risque de pollution des sols dû à la présence de "9 ancien(s) site(s) industriel(s) ou activité(s) de service à moins de 500 m."

## Toponymie

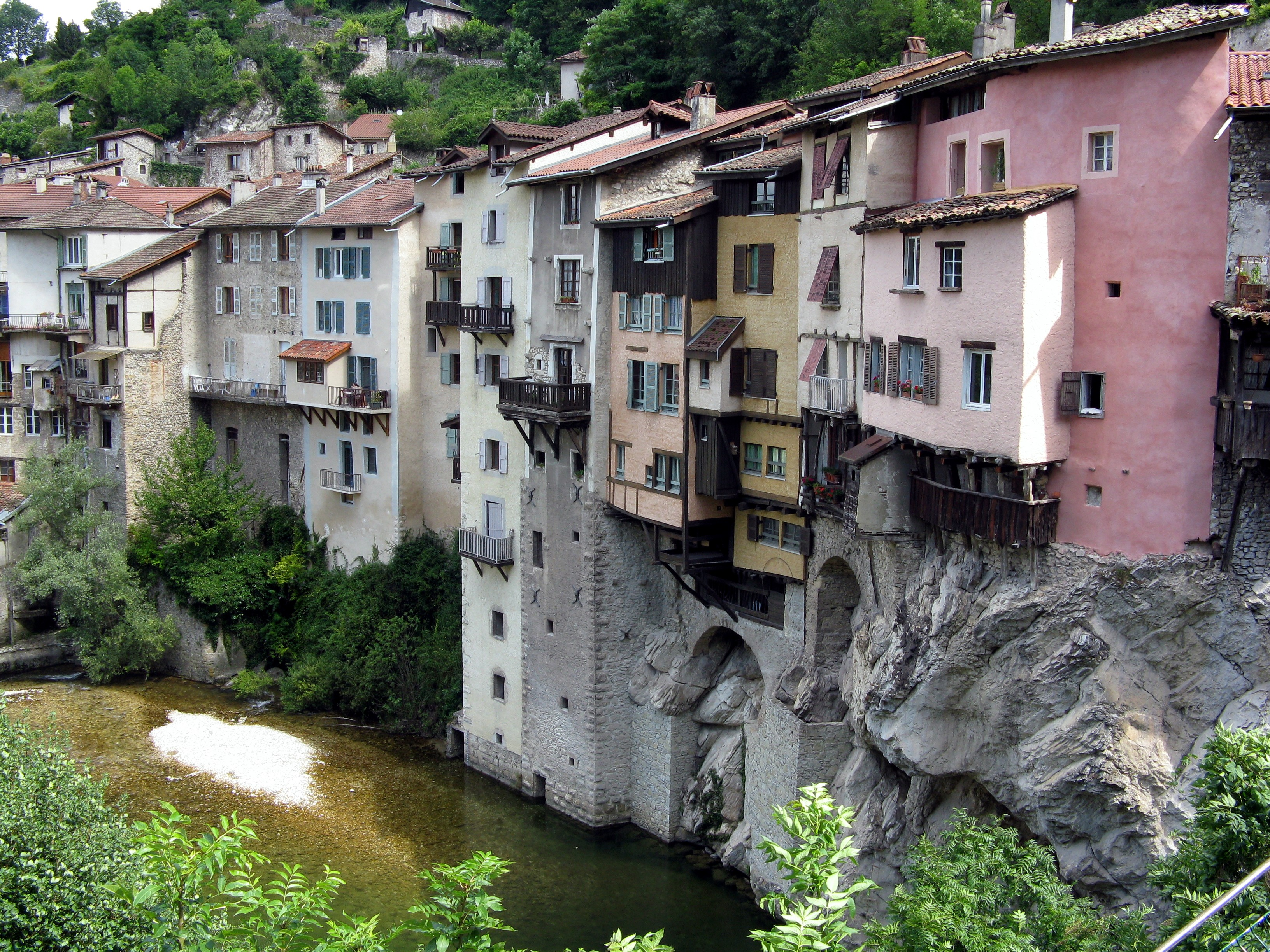
Les maisons suspendues de Pont-en-Royans.

Le nom de la localité est attesté sous sa forme latine Pontis in Royanis dès les XIIIe siècle.
Le toponyme de la commune de Pont-en-Royans découle directement du pont enjambant le torrent de la Bourne.
Pont désigne « le petit passage construit à l'endroit le plus étroit de la rivière » et qui permit le passage des premiers bucherons venus déboiser la région.

Royans le nom de la région.

## Histoire
Pont-en-Royans est un bourg touristique, riche en histoire. On apprend aux archives du Dauphiné qu'il y a eu trois châteaux ; plusieurs théories depuis le XIXe cherchent à placer ces châteaux :
- Le premier château dans l'appellation topographique ancienne correspond au bourg fortifié, à l'origine, il s'agirait d'un oppidum celte ou allobroge.
- Le deuxième château à l'actuel vestige au-dessus de la « montagne trois châteaux » (cette dénomination parait moderne), correspond à l'arrivée des Seigneurs du Royans, venant de Peyrins. Il domine la vallée de la Bourne et permettrait la communication avec divers points d'observation sur les vallées et les autres places fortes du Royans. Il subsisterait encore de cette période, de nombreuses habitations médiévales' dont certaines troglodytes sont encore visibles. (habitats et terrains privés).
- Le troisième château nommé Gaillard, des XVIIe et XVIIIe siècles fut détruit lors d'un bombardement en 1945. Il avait été acheté en 1895 pour en faire une école, et correspond à l'emplacement actuel de l'école municipale.

Les remparts, dont il ne reste que de rares vestiges, incluaient la Tour de l'horloge, la porte de France, la porte Agnès, la porte de Villeneuve, la porte du Merle et la porte de Bourne. C’est là que s’arrêtaient les limites du bourg en des temps anciens, et si les toits de pierres blanches ont disparu, le village et ses maisons suspendues, accrochées au rocher, attirent toujours les touristes en été sur les bords de la rivière, la Bourne.

### Histoire du pont
Au départ, le pont est un passage étroit jeté entre deux rochers qui permet (point d'entrée) l'accès aux plateaux du massif du Vercors, et de traverser le torrent de la Bourne dont les gorges sont abruptes et très étroites. La première citation parle un certain pont Chochignon avant la Révolution (relire abbé Fillet, et S. Chaussamy). Le pont aurait été à l'origine constitué de troncs placés au-dessus du gouffre, il fut rebâti en pierre, et transformé à plusieurs reprises, dont sous Lesdiguières. Le pont est étroit, tout au plus trois mètres, et son entrée démarre à la hauteur de la maison Thomas sur l'actuel Pont Picard (on ignore l'origine de ce nom, qui est donc moderne ; on parle aussi du gouffre Picard, creux dans la Bourne profond d'une dizaine de mètres à peu près sous le pont).
Au XIXe siècle, ce bourg fut sous Napoléon III plus connu que la ville de Valence, pourtant proche. Sa notoriété dépassa largement les frontières de France, grâce aux routes creusées dans la roche karstique du Vercors (Un exploit pour l'époque qui contribua largement à la renommée du savoir-faire du génie français, lors des toutes premières expositions universelles à Paris). De ce fait, le Pont est élargi. La route de Villard est créée en 1872, la route de Sainte-Eulalie actuelle est créée elle aussi avant la fin du XIXe siècle, et la circulation des charrois de troncs de bois provenant de la Route des Goulets entraine un besoin d'élargissement. De nombreuses maisons sont abattues (il y avait avant trois fois plus de maisons suspendues au-dessus du gouffre au XIXe siècle).

### Histoire de la commune

#### Préhistoire et Antiquité
Durant la période celte, le territoire de Pont-en-Royans se situait en limite du territoire des Allobroges, des Segovellaunes et de celui des Voconces. Cela peut être une autre explication du terme Trois-Châteaux qui se retrouve dans d'autres contrées.
Durant la période gallo-romaine, le lieu-dit « Quatre Têtes », situé près de Saint-Nazaire-en-Royans à quelques kilomètres de Pont-en-Royans et qui domine le confluent de la Bourne et  de l’Isère a pu abriter un oppidum romain qui correspondrait à l’emplacement de la ville antique de Ventia.

#### Du Moyen Âge aux Temps Modernes
Le Royans fut pris en domination par un des seigneurs assemblés au Xe siècle dans la campagne dite de reconquête  du territoire occupé par les Sarrasins ; il fut appelé de Peyrins et de Royans, mais le territoire fut très vite divisé par héritage. La partie de Pont échut par alliance aux Bérenger puis aux Sassenage, reconnus vassaux du Dauphin de Viennois Humbert II juste avant le transfert du Dauphiné de Viennois au fils du roi de France. Elle regroupait le canton actuel de Pont-en-Royans, mais aussi les territoires de Saint-Laurent-en-Royans et Sainte-Eulalie-en-Royans.
Le prieuré du bourg, attenant à l'église et aujourd'hui transformé en hôtel, dépendait du Prieuré de Sainte-Croix-en-Quint; lequel tomba dans l'escarcelle des moines hospitaliers de Saint-Antoine l'abbaye en 1298, puis de l'ordre de Saint-Jean de Jérusalem en 1777 jusqu'à la Révolution.
Durant les guerres de Religion, Pont eut à souffrir de nombreux combats en raison de la présence d'une importante communauté protestante équivalant à la moitié de la population. Ensuite, un temple fut bâti en 1601 et détruit peu avant la révocation de l'édit de tolérance par Louis XIV. Plusieurs habitants s'expatrièrent à cette époque vers la Suisse.

#### Époque contemporaine

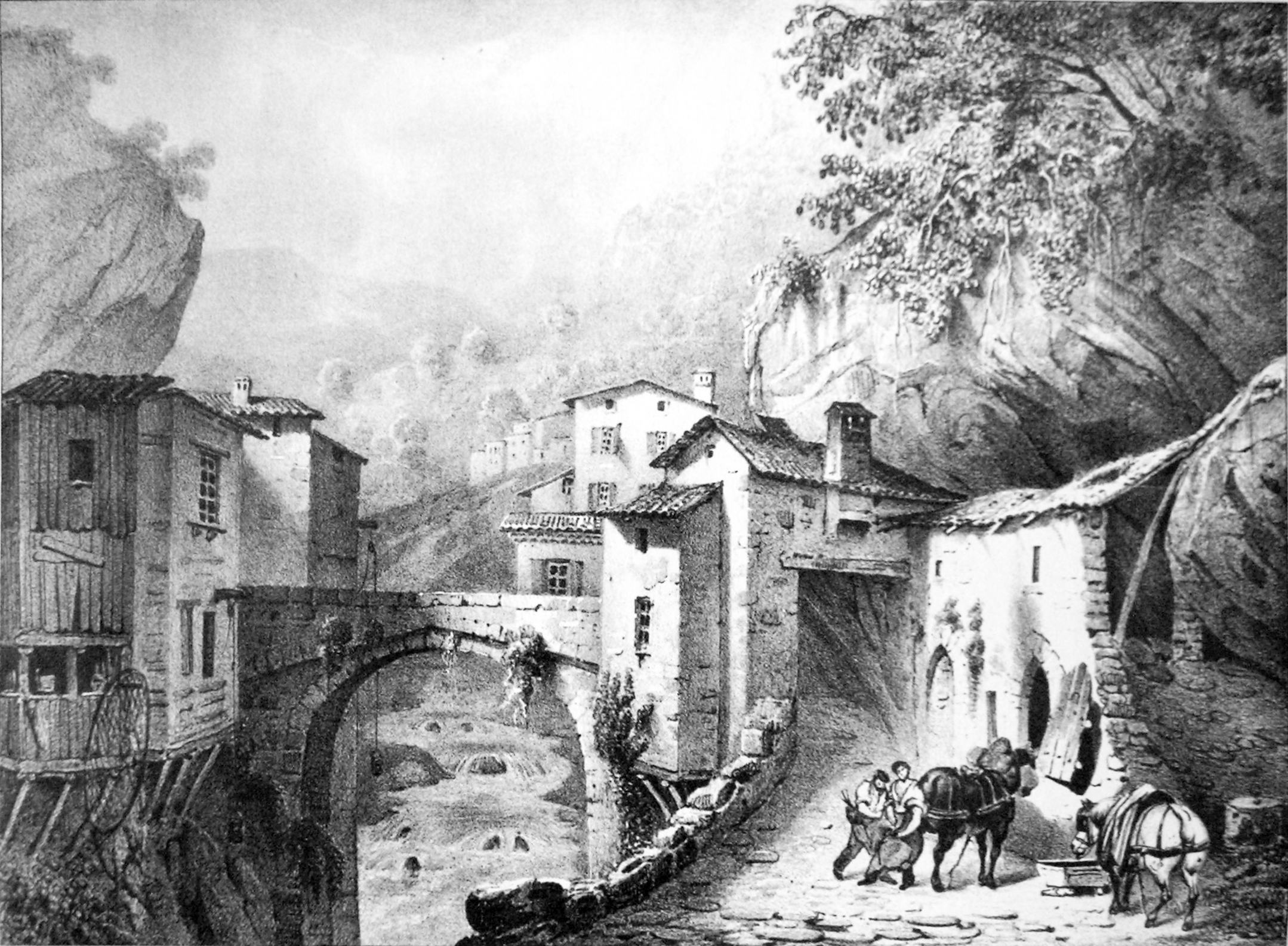
Pont-en-Royans au XIXe siècle (le pont, la porte du Merle) illustrée par Victor Cassien (1808 - 1893).

On fabriquait encore dans les années 1950 du matériel électrique pour l'habitat : interrupteurs, douilles... (À l'origine tous ces équipements étaient tournés en bois de buis* dans lesquels on plaçait le système en cuivre). Cette fabrication fut apportée de Paris par la Compagnie générale d'électricité en 1918, et persiste encore (Groupe Legrand). Auparavant, le prieuré avait abrité une usine de laine, puis une usine d'organsinage de fils de soie.
Le tournage sur bois de buis fut longtemps une des activités principales de la ville. La tournerie Mayet, créée en 1856 a fermé en 1986, après avoir compté jusqu'à 120 ouvriers. On trouve des tourneurs dans le bourg en tous cas depuis le XVIIIe siècle (selon des mentions d'actes d’état-civil).
Enfin, l'entreprise de travaux public Perazio, fondée en 1896 par un émigré italien, est aujourd'hui insérée dans le groupe Eiffage.
On redécouvre de nos jours dans de très nombreux livres des XIXe et XXe siècles, les premières photos sur plaques en "verre photographique lumière" qui représentent les maisons suspendues de Pont-en-Royans et les routes du Vercors (routes des Grands Goulets, route des gorges de la Bourne, Pont de la Goule Noire..). Le marquis de Sassenage et l'artiste Edouard Baldus, pionniers de la photographie, ont pris les premières de ces photos (dont Gustave Doré a tiré un dessin de gravure).
Durant la Seconde Guerre mondiale la place du Pont fut l'une des plaques tournantes des mouvements résistants, accueillant les nouveaux venus fuyant le STO et aidant à la fondation de plusieurs camps de maquisards. Elle eut à subir deux cruels bombardements allemands en juin et juillet 1944.

## Politique et administration

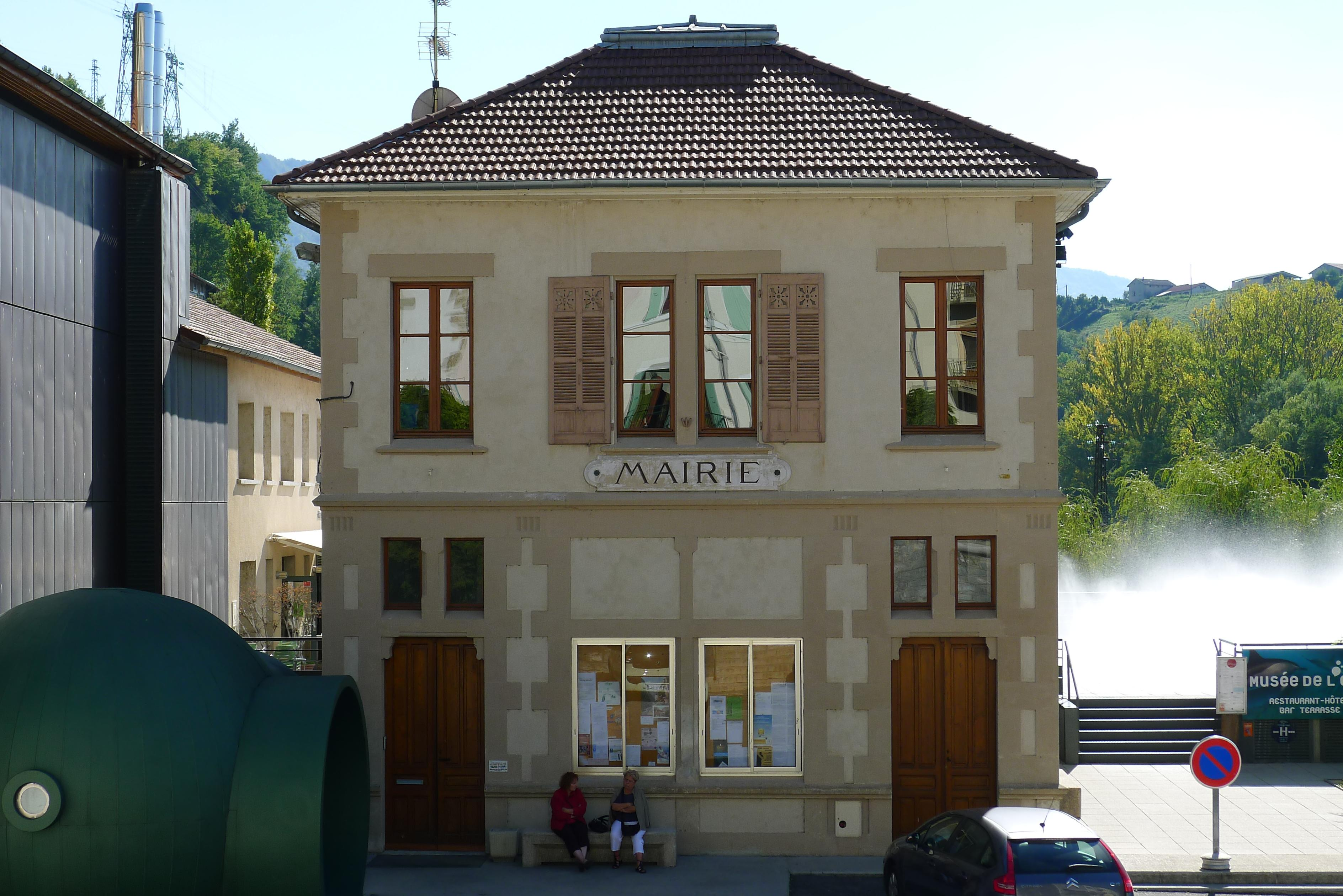
Hôtel de ville de Pont-en-Royans.

### Administration municipale
En 2019, le conseil municipal compte quinze membres (dix hommes et cinq femmes) dont un maire, quatre adjoint au maire, trois conseillers délégués et sept conseillers municipaux.

### Liste des maires
| Période                                  | Période  | Identité          | Étiquette | Qualité |
| ---------------------------------------- | -------- | ----------------- | --------- | --- |
| mars 1977                                | 2014     | Yves Pillet       | PS        | Professeur d'histoire et de géographie Député (1988-1993) Conseiller général du Canton de Pont-en-Royans (1976-1994) |
| mars 2014                                | En cours | Bernard Grindatto | SE        | Agent technique |
| Les données manquantes sont à compléter. |          |                   |           | |

## Population et société

### Démographie
L'évolution du nombre d'habitants est connue à travers les recensements de la population effectués dans la commune depuis 1793. Pour les communes de moins de 10 000 habitants, une enquête de recensement portant sur toute la population est réalisée tous les cinq ans, les populations de référence des années intermédiaires étant quant à elles estimées par interpolation ou extrapolation. Pour la commune, le premier recensement exhaustif entrant dans le cadre du nouveau dispositif a été réalisé en 2006.

En 2022, la commune comptait 809 habitants, en évolution de +3,45 % par rapport à 2016 (Isère : +3,07 %, France hors Mayotte : +2,11 %).
| 1793  | 1800  | 1806  | 1821  | 1831  | 1836  | 1841  | 1846  | 1851  |
| ----- | ----- | ----- | ----- | ----- | ----- | ----- | ----- | ----- |
| 1 119 | 1 081 | 1 443 | 1 215 | 1 234 | 1 309 | 1 266 | 1 320 | 1 211 |

| 1856  | 1861  | 1866  | 1872  | 1876  | 1881  | 1886  | 1891  | 1896  |
| ----- | ----- | ----- | ----- | ----- | ----- | ----- | ----- | ----- |
| 1 092 | 1 140 | 1 138 | 1 084 | 1 097 | 1 100 | 1 058 | 1 048 | 1 052 |

| 1901  | 1906 | 1911 | 1921 | 1926  | 1931  | 1936 | 1946 | 1954  |
| ----- | ---- | ---- | ---- | ----- | ----- | ---- | ---- | ----- |
| 1 056 | 973  | 948  | 827  | 1 018 | 1 002 | 940  | 895  | 1 093 |

| 1962  | 1968  | 1975  | 1982  | 1990 | 1999 | 2006 | 2011 | 2016 |
| ----- | ----- | ----- | ----- | ---- | ---- | ---- | ---- | ---- |
| 1 126 | 1 132 | 1 094 | 1 051 | 879  | 917  | 878  | 817  | 782  |

| 2021 | 2022 | - | - | - | - | - | - | - |
| ---- | ---- | - | - | - | - | - | - | - |
| 802  | 809  | - | - | - | - | - | - | - |

### Enseignement
La commune est rattachée à l'académie de Grenoble.

### Équipements sportifs et de loisirs

#### Équipements sportifs
Le Royans Sport est un club de rugby fondé en 1919 dont les compétitions se déroulent sur le stade Louis-Brun à Pont-en-Royans. C'est le sport principal de Pont-en-Royans, et tous les commerçants de la ville n'hésitent pas à brandir les couleurs du club (rouge et blanc) lors des rencontres. Le Royans Sport a déjà gagné la coupe de l’Isère. La commune héberge également une salle d'athlétisme.

#### Équipements culturels
La commune héberge la Halle Jean Gattégno qui compte un centre d'art (expositions et conférences) ainsi qu'une médiathèque intercommunale (140 000 documents divers). Ce lieu est implanté sur le site des maisons suspendues. On compte également un collège dénommé Humbert II.

#### Équipement multimédia
Pont en Royans dispose d'un Espace Public Numérique (espace multimédia). Situé dans la grande rue, il offre la possibilité aux touristes de surfer ou consulter leurs e-mail. C'est également un lieu dans lequel on peut venir s'initier et se former aux nouvelles technologies. L'Epn intervient également sur des temps scolaire ou périscolaires, dans le cadre des TAP, ou dans l'initiation au codage en partenariat avec le collège de Pont en Royans.

### Médias
Le quotidien régional historique des Alpes, distribué dans la commune, est Le Dauphiné libéré. Celui-ci consacre, chaque jour, y compris le dimanche, dans son édition locale, un ou plusieurs articles à l'actualité de la communauté de communes ainsi que des informations sur les éventuelles manifestations locales, les travaux routiers, et autres événements divers à caractère local au niveau de la commune de Pont-en-Royans.
La commune est située sur l'aire de diffusion de radio Ici Isère, une radio publique qui émet sur tout le territoire du département de l'Isère.

### Cultes
La communauté catholique et l'église de Pont-en-Royans (propriété de la commune) dépendent de la paroisse Saint Luc du Sud Grésivaudan, elle-même rattachée au diocèse de Grenoble-Vienne

## Culture locale et patrimoine

### Lieux et monuments
Aujourd'hui, Pont-en-Royans se présente essentiellement comme un village avec une architecture datant du XVIe siècle, célèbre pour ses maisons colorées et suspendues à flanc de vallée. Son architecture initiale est due à une ingénieuse adaptation du village à l'environnement afin de favoriser son activité de négoce du bois.
- Vestiges du château fort du Pont, du XIIIe siècle[36].
- Église romane Saints-Pierre-et-Paul de Pont-en-Royans, remaniée au XVIIe siècle après les guerres de Religion, puis au XIXe avec un impressionnant décor de chœur.
- Tour de l'horloge, ancienne porte de rempart, dans le réseau des ruelles médiévales (en escalier)

### Patrimoine culturel
- Le musée de l'eau propose d'explorer l'eau dans tous ses états. Un bar à eau permet de goûter à plus de 900 eaux du monde en bouteilles.
- Le centre d'art de la Halle présente des expositions d'art actuel.

Quelques photos du patrimoine architectural de Pont-en-Royans
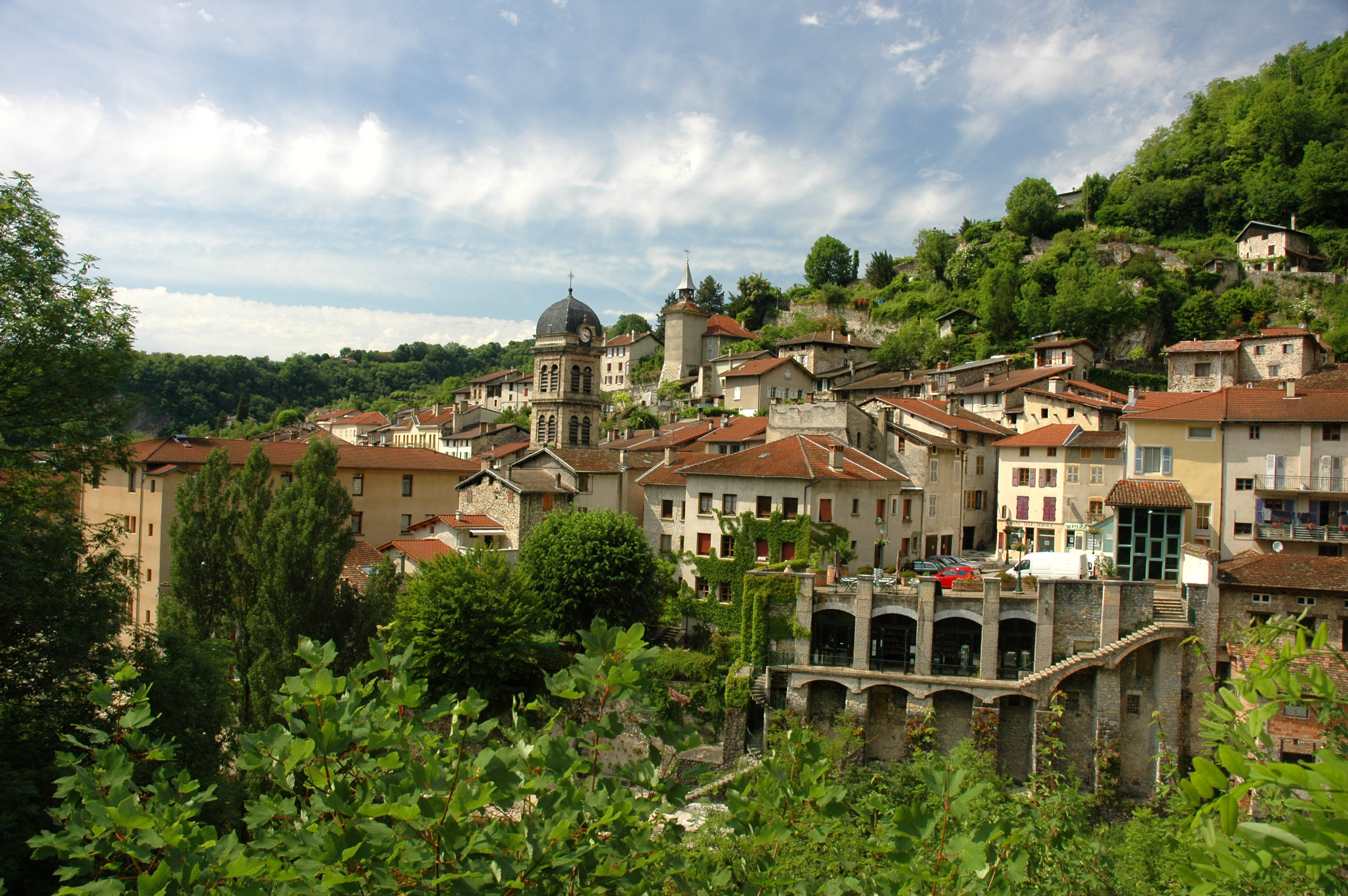
Le village et le clocher de l'église.
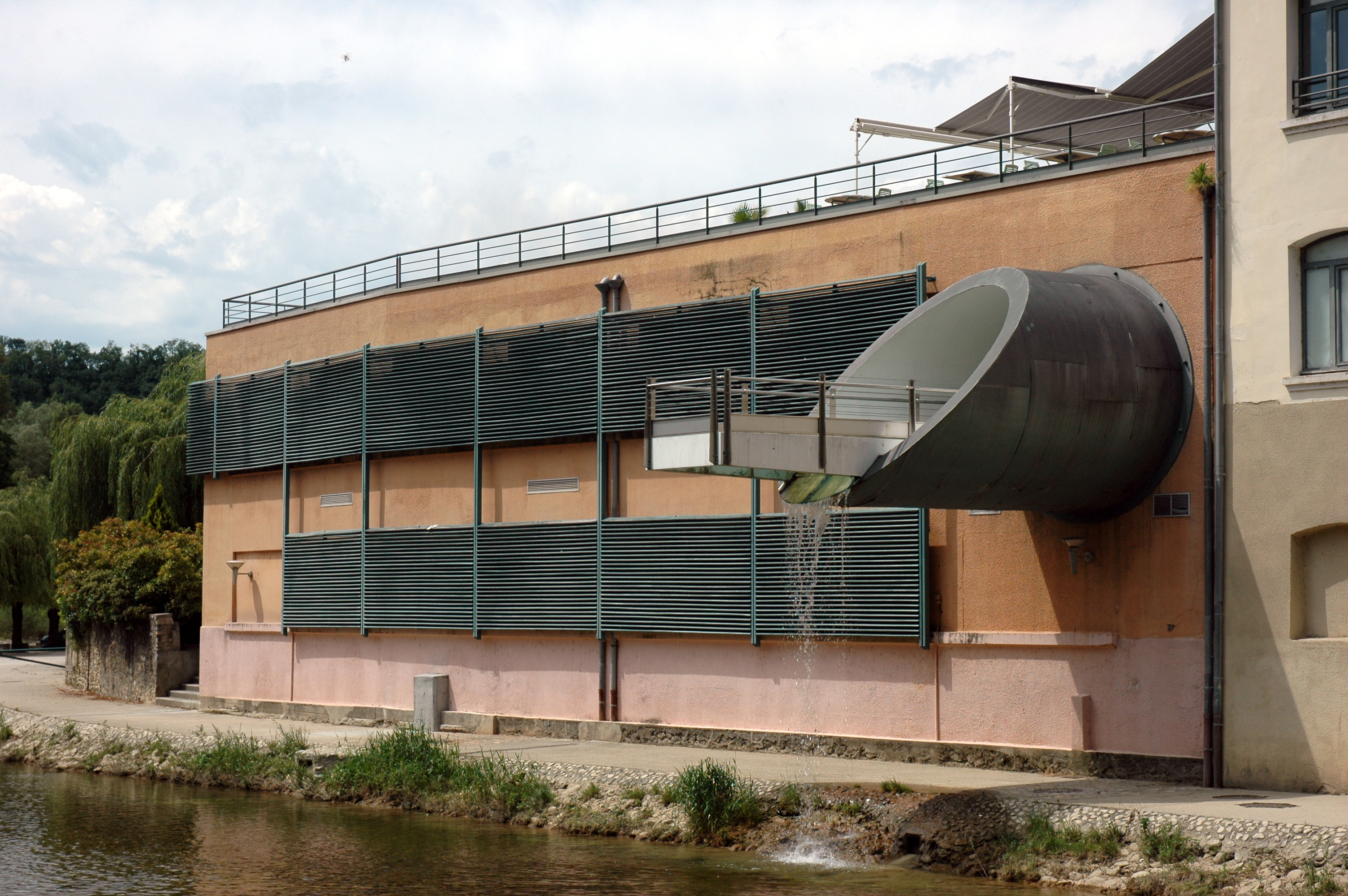
Le Musée de l'eau.
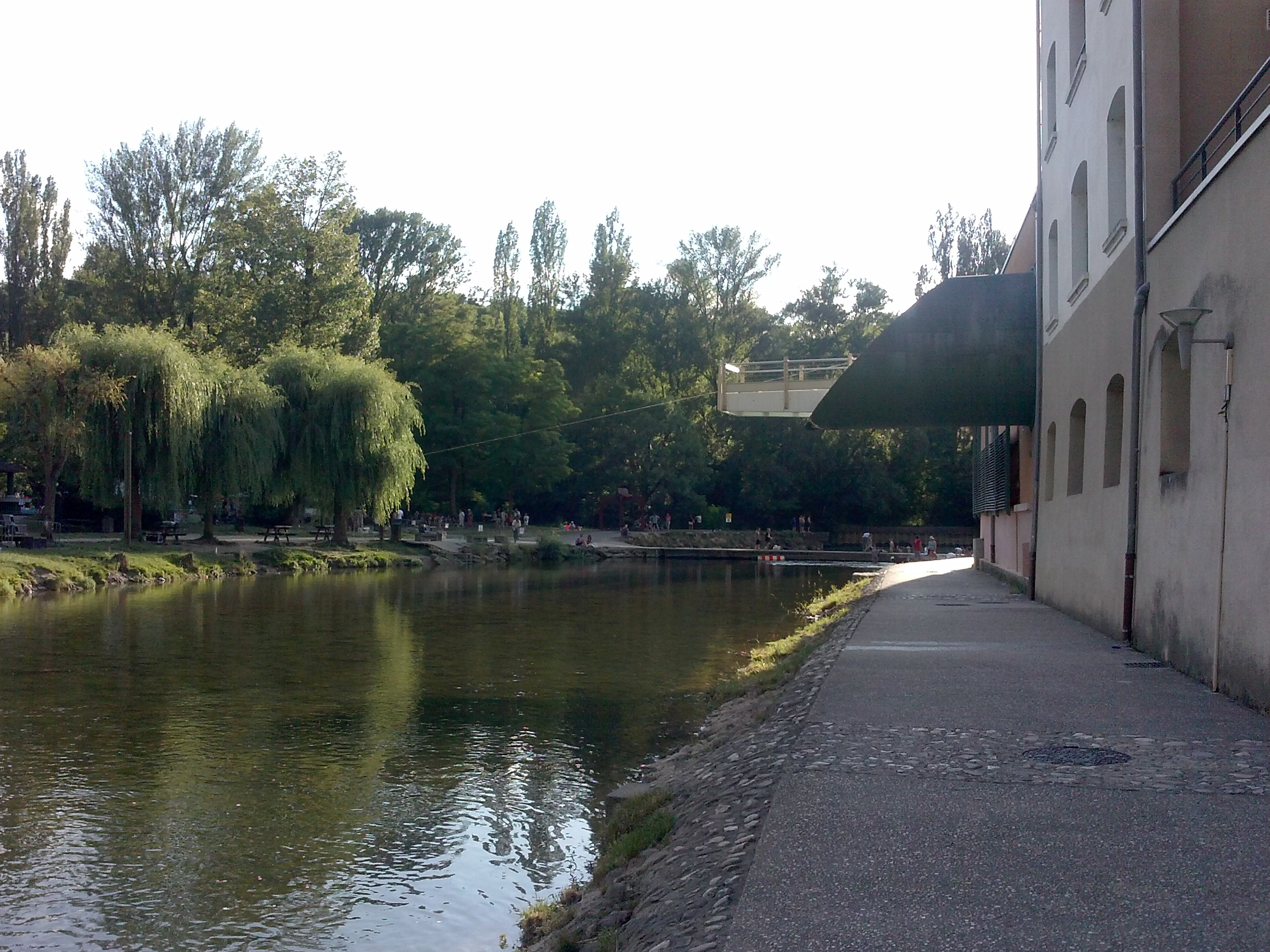
La Bourne et le musée.
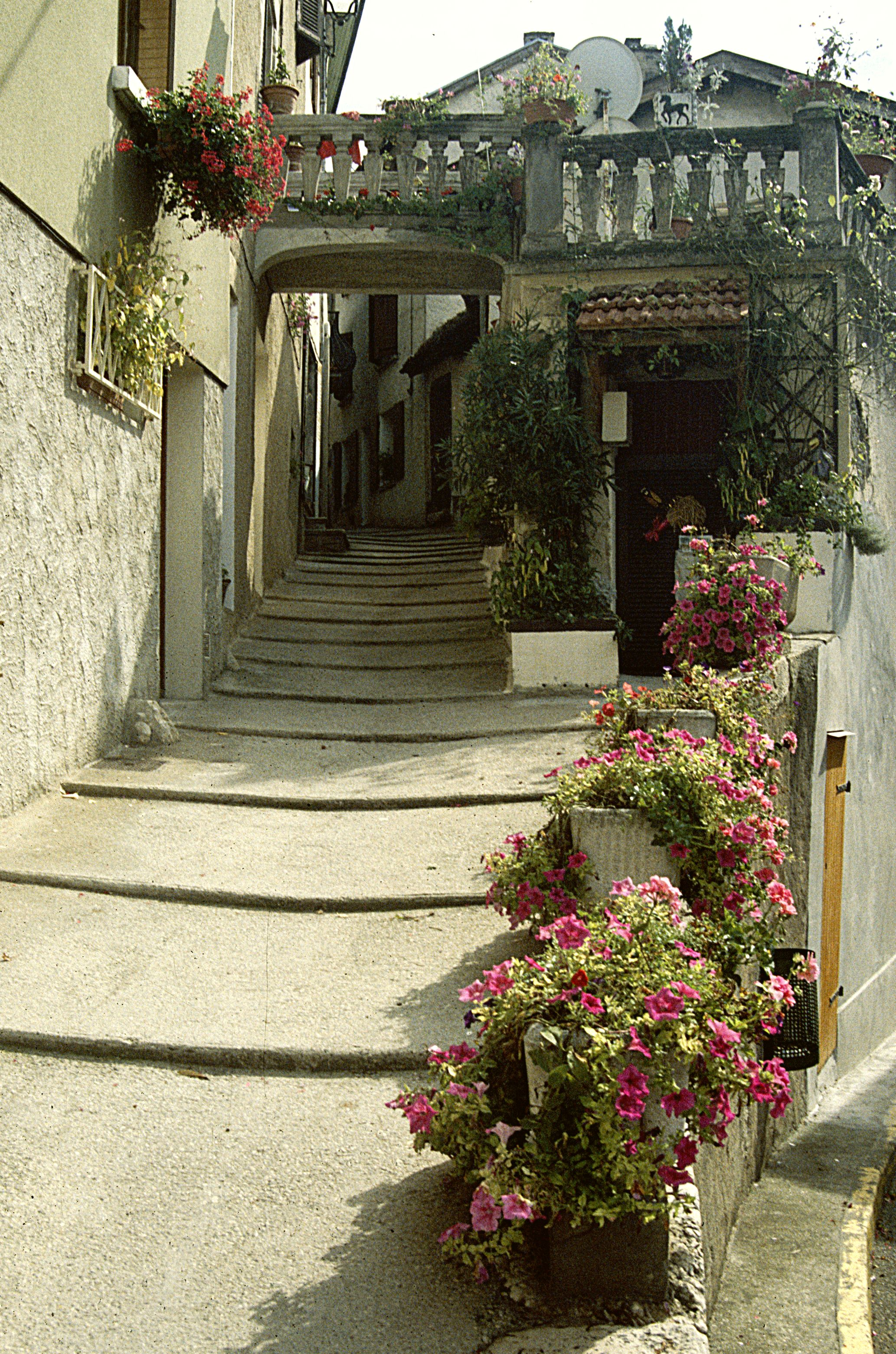
Rue du bourg.
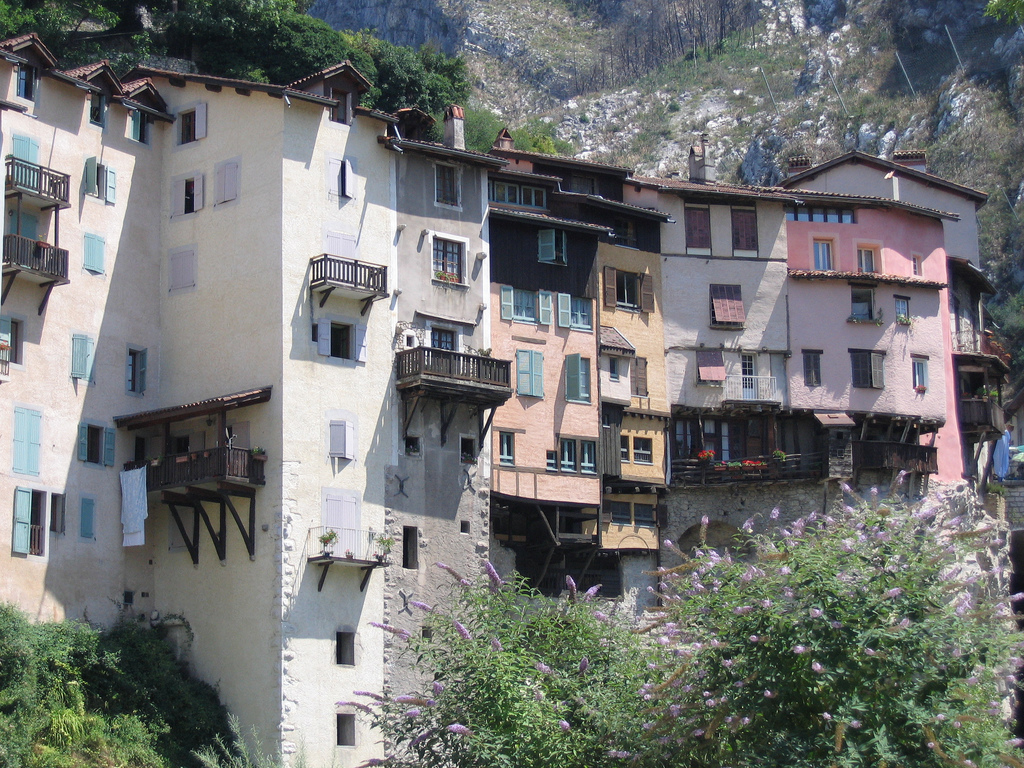
Maisons suspendues.
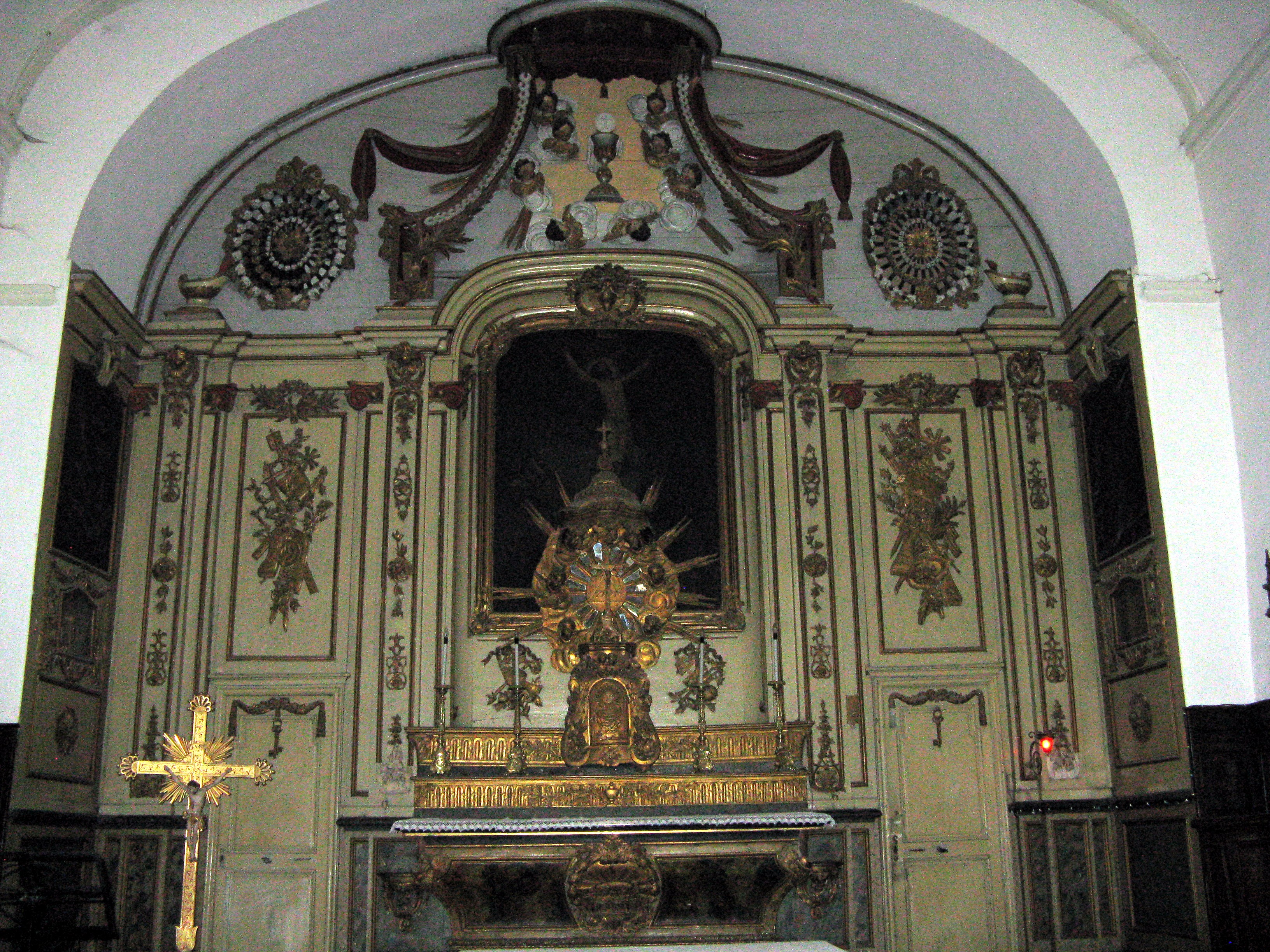
Intérieur de l'église.

### Patrimoine naturel
- La route des gorges de la Bourne entre Pont-en-Royans et Villard-de-Lans est une route à encorbellement taillée dans la roche et classée 3 étoiles dans le guide Michelin. Des travaux y sont entrepris depuis 2008 afin de sécuriser ce tracé à l'origine de nombreux accidents[37].
- Le mont Baret et la table d'orientation des trois Châteaux.
- Située non loin de la commune, en amont de la Bourne, les grottes de Choranche permettent de découvrir une rivière souterraine, des stalactites uniques, et des batraciens (des protées) rescapés de l'époque des dinosaures.

Quelques photos du patrimoine naturel de Pont-en-Royans
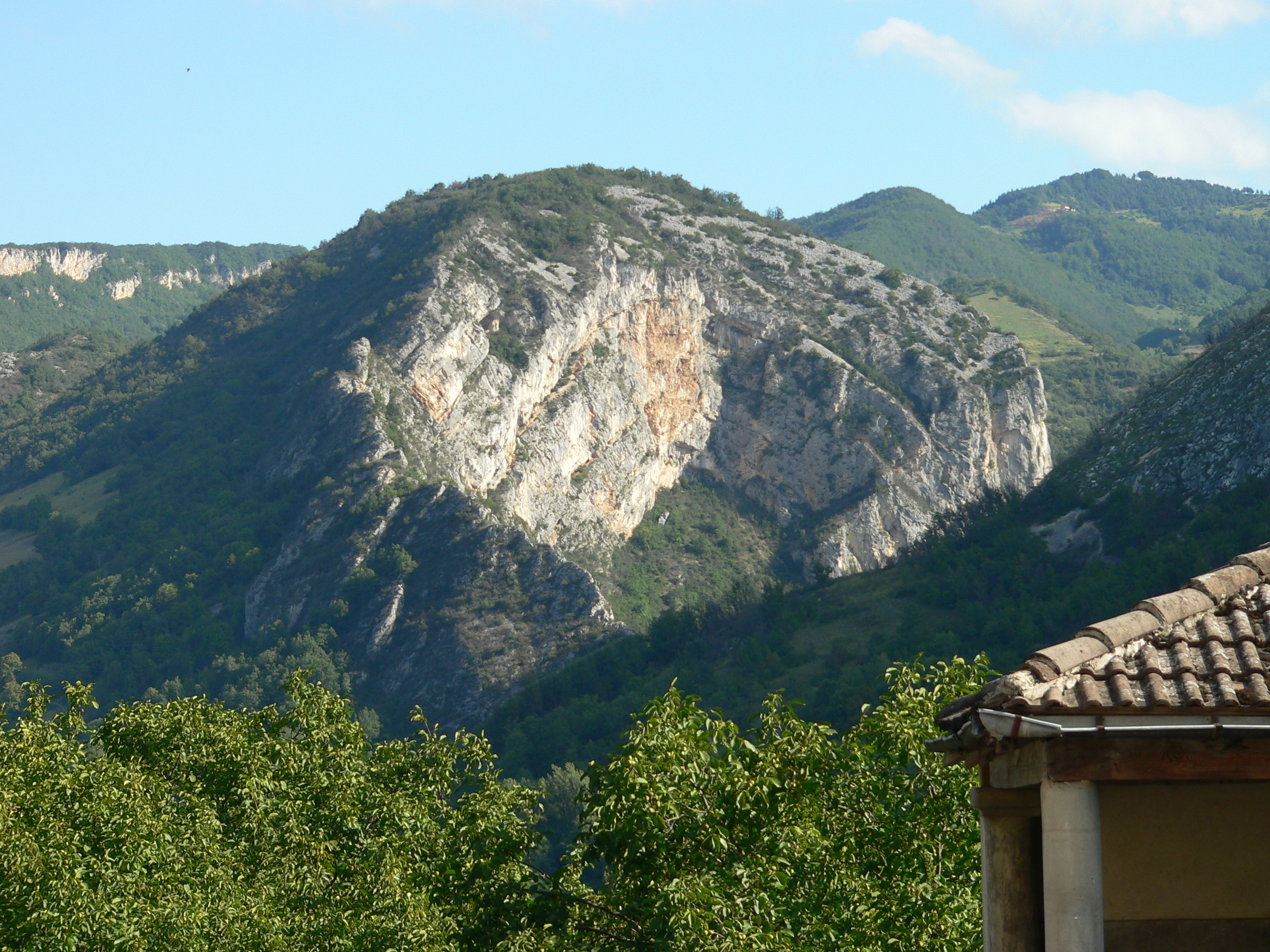
Anticlinal près du bourg.
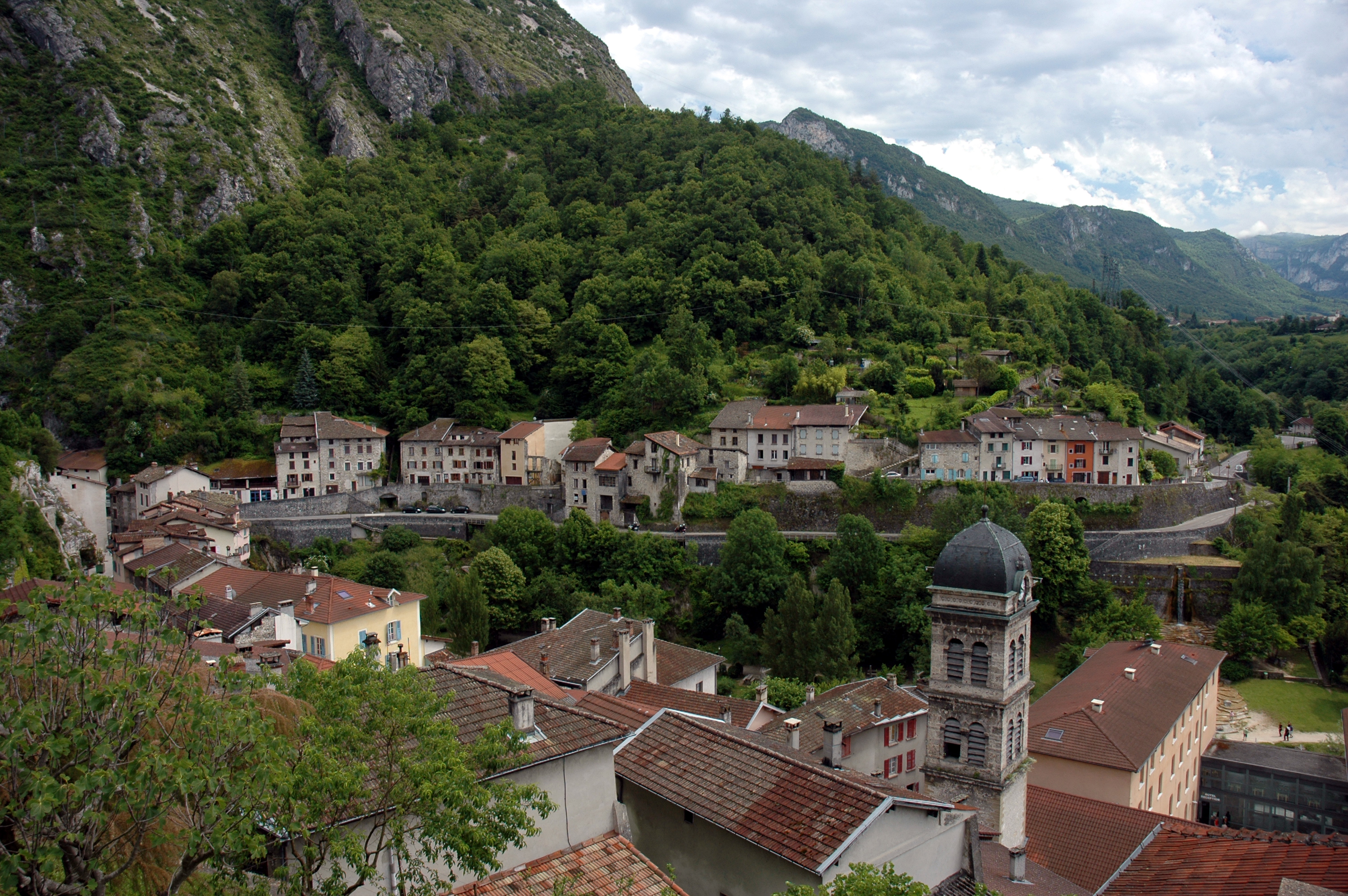
Site du bourg.
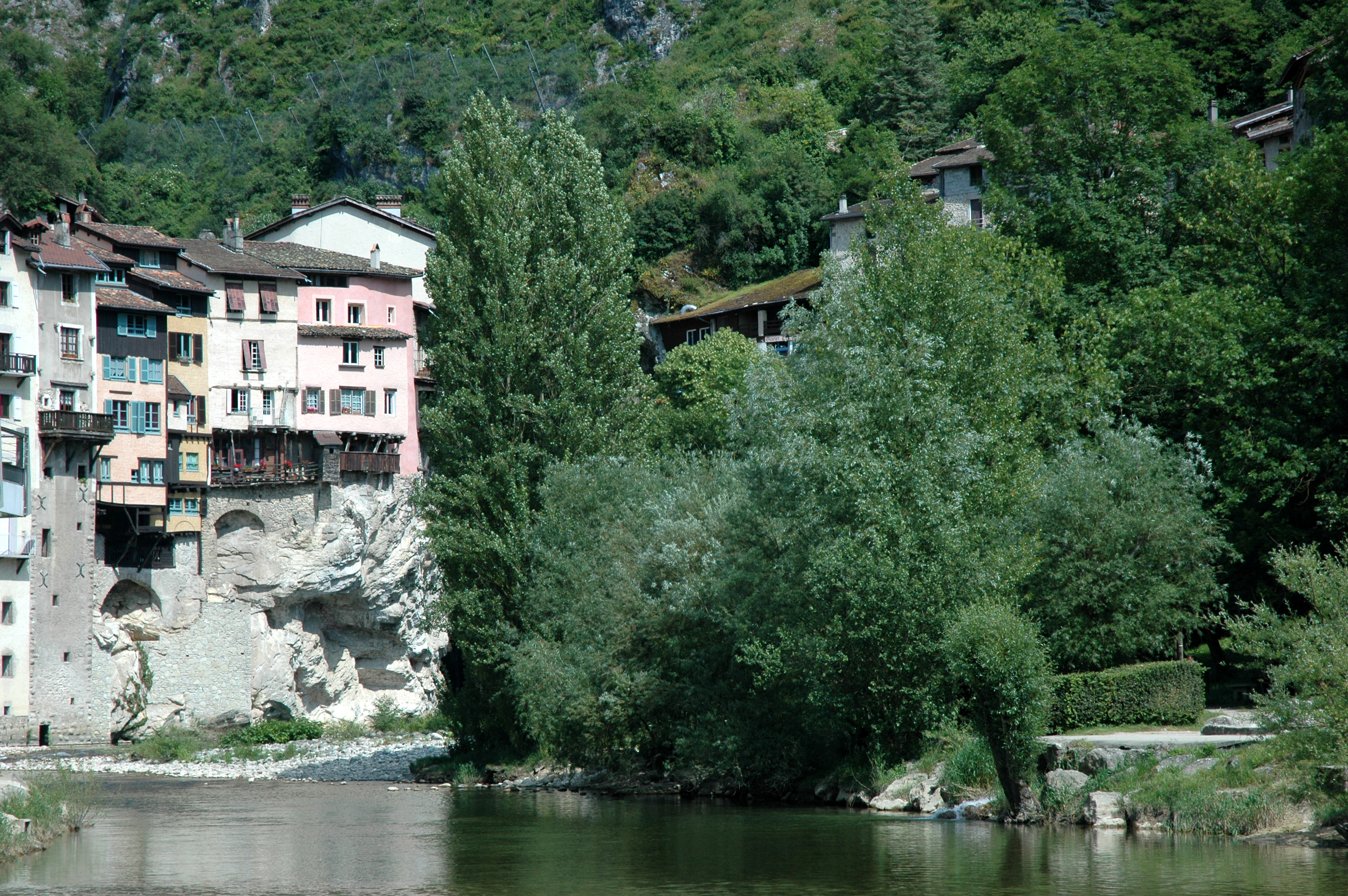
La Bourne au pied du bourg.
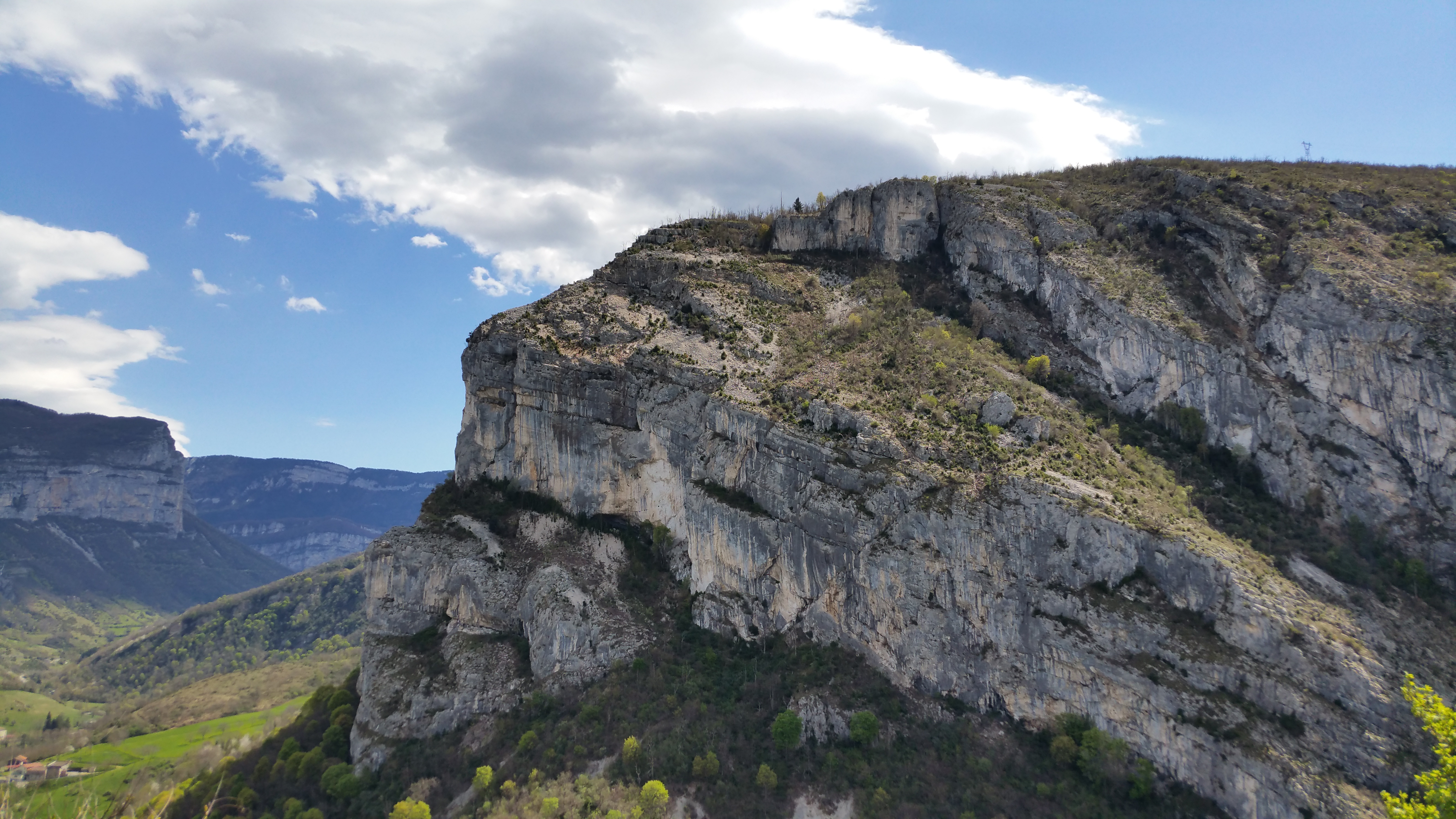
le Mont Barret.

### Personnalités liées à la commune
- La famille de Sassenage, seigneur (marquis en 1617) de Pont-en-Royans depuis le Moyen Âge.
- Jean Robert fut le premier maire connu (Archives Abbé Fillet, Sylviane Chaussamy) de Pont-en-Royans 1786 puis 1787 (27 avril procureur fiscal du marquisat de Pont) 1817 (Il est toujours officier public de l'état civil pour l'ancienne appellation de maire). Il est le descendant d'une très ancienne famille médiévale de Beauvoir et Saint-André-en-Royans. Son instruction, ses compétences, ses déplacements (Grenoble, Lyon, Paris…) et ses qualités d'homme avisé (très proche par ses origines des Sassenages, des artisans, commerçants, agriculteurs/éleveurs, et des gens simples de Saint-André et Beauvoir-en-Royans) lui permettront de bien gouverner le village de Pont-en-Royans (où il épousera sa future femme) pendant les heures chaudes de la Révolution française. Ayant exercé le métier de perruquier durant ses années de jeunesse, il deviendra agriculteur éleveur commerçant et officier public de l’état civil améliorant le commerce et des productions locales comme celle du tabac. Il contrôlera les accès principaux du Pont grâce à sa famille et ses trois maisons qui étaient positionnées comme suit : porte de France (Accès à la plaine), pont Picard (contrôle du moulin toujours visible en contrebas du pont Picard ; accès à la montagne de l’Allier et plateau de Saint-Laurent, Saint Jean-en-Royans), ferme éperon de la Jarassière (contrôle du moulin du pont Rouillat, accès à Saint-André et Beauvoir par « Serre Cocu » à l’ouest, village de Choranches enfin proximité de la route de Chatelus puis du pas de l’Allier.) L’importance de la famille et des cousinages dont fait partie jean Robert a facilité  les activités commerciales du Pont grâce aux réseaux mis en place depuis longtemps.
- La famille Macaire, drapiers de Pont-en-Royans, protestants, réfugiés à Genève après la Révocation de l'édit de Nantes, alliés aux comtes Zeppelin - la mère du comte Ferdinand von Zeppelin, inventeur de dirigeables, était une demoiselle Amélie Macaire -[38]
- Ennemond Mayoussier
- Peps, chanteur Saint Lattierois, mais qui a habité Pont-en-Royans pendant quelques années, s'est inspiré des montagnes de Pont-en-Royans pour écrire certaines chansons, le clip "Mélodie" a été tourné dans ce village, Pep's suivi par des villageois jusqu'aux Berges de la Bourne.
- Le peintre néerlandais Bob ten Hoope a vécu et travaillé à Pont-en-Royans pendant des décennies à partir de 1954[39].

### Héraldique

Le blason porte fascé d’argent et d’azur de six pièces, au lion de gueules brochant sur le tout.
La devise du village est ancienne et remonte au temps des comtes de Bellegarde*, puis d'Albon.La famille de Jean Robert d'origine noble, se nommait alors Bellegarde, puis plus tard Du gardier. Le Gardier est un curateur, c'est-à-dire qui a la charge de veiller aux intérêts d'une personne; on verra qu'à la révolution, Jean Robert (procureur fiscal) recevra cette charge en 1786 pour le pont, confiée par les Bérangers Sassenage.
La devise du village que l'on retrouve dans les anciens écrits des archives dauphinoises, est : "J'en ai la Garde du Pont"
On retrouve cette devise dans les places fortes, aux alentours, comme au château de Rochechinard l'un des fiefs des cousinages Robert.